# Broombenzeen
Broombenzeen is een gehalogeneerde aromatische koolwaterstof. De verbinding bestaat uit een benzeenring, waarbij op één plaats een waterstofatoom vervangen is door een broomatoom.

## Synthese
Broombenzeen wordt bereid in de elektrofiele aromatische substitutie van benzeen met dibroom:
{\displaystyle {\ce {C6H6 + Br2 -> C6H5Br + HBr}}}
Hiervoor is een katalysator nodig. De katalysator is doorgaans een lewiszuur zoals aluminiumbromide (AlBr3) of ijzer(III)bromide (FeBr3).

## Toepassingen
Broombenzeen wordt industrieel aangewend als oplosmiddel en als intermediaire stof voor de productie van andere stoffen.
De reactie van broombenzeen met magnesium levert het Grignardreagens fenylmagnesiumbromide op, een uitstekend koolstofnucleofiel waarmee verscheidene organische verbindingen gemaakt kunnen worden.

## Toxicologie en veiligheid
Broombenzeen is een ontvlambare vloeistof. Bij verbranding komen giftige gassen vrij, waaronder waterstofbromide.
De stof is irriterend voor de huid. Bij langdurige of herhaalde blootstelling kan ze de werking van de lever en de nieren verstoren.